# Gouvernement Bondevik II
Royaume de Norvège
Stoltenberg I Stoltenberg II
Le gouvernement Bondevik II (en norvégien : Kjell Magne Bondeviks andre regjering) est le gouvernement du royaume de Norvège entre le 19 octobre 2001 et le 17 octobre 2005, sous la 58e législature du Storting.
Il est dirigé par le chrétien-démocrate Kjell Magne Bondevik, dont le parti est arrivé cinquième aux élections législatives, et repose sur une coalition minoritaire avec les conservateurs et les libéraux. Il succède au premier gouvernement du travailliste Jens Stoltenberg et cède le pouvoir à son second gouvernement.

## Historique du mandat
Ce gouvernement est dirigé par l'ancien Premier ministre chrétien-démocrate Kjell Magne Bondevik. Il est constitué par une coalition minoritaire entre le Parti conservateur (H), le Parti populaire chrétien (KrF) et le Parti libéral (V). Ensemble, ils disposent de 70 députés sur 165, soit 42,4 % des sièges du Storting. Il bénéficie du soutien sans participation du Parti du progrès (FrP), qui dispose de 26 députés, soit 15,8 % sièges du Storting.
Il est formé à la suite des élections législatives du 10 septembre 2001.
Il succède donc au premier gouvernement du travailliste Jens Stoltenberg, constitué du seul Parti travailliste (Ap).

### Formation
Au cours du scrutin parlementaire, le Parti travailliste réalise son plus mauvais résultat depuis 1924 tandis que le Parti libéral échoue à franchir le seuil électoral des 4 % et ne conserve que deux députés au Storting.
Après plusieurs jours de pourparlers à trois, Kjell Magne Bondevik annonce le 24 septembre 2001 que les échanges entre conservateurs, chrétiens-démocrates et libéraux n'ont rien donné, et que la meilleure option à envisager est un gouvernement minoritaire du Parti conservateur. Dans la mesure où le Parti du progrès, dont les sièges sont indispensables pour assurer une majorité parlementaire absolue, s'oppose à cette possibilité, les trois formations reprennent leurs discussions, puis ouvrent de véritables négociations de coalition le 2 octobre.
L'équipe exécutive est formée le 19 octobre suivant. Le Parti libéral y détient trois portefeuilles ministériels sur dix-huit, soit un ministère de plus qu'il n'a de sièges dans l'hémicycle parlementaire.

### Succession
Lors des élections législatives des 11 et 12 septembre 2005, les quatre partis de la majorité parlementaire ne totalisent que 82 députés sur 169, et même seulement 44 pour ceux de la coalition gouvernementale. L'alliance entre le Parti travailliste, le Parti du centre et le Parti socialiste de gauche remportant pour sa part 87 sièges, Jens Stoltenberg peut former une coalition majoritaire et donc son second gouvernement.

## Composition

### Initiale (19 octobre 2001)
| Fonction                                                              | Titulaire | Titulaire                 | Parti |
| --------------------------------------------------------------------- | --------- | ------------------------- | ----- |
| Premier ministre                                                      |           | Kjell Magne Bondevik      | KrF   |
| Ministre des Affaires étrangères                                      |           | Jan Petersen              | H     |
| Ministre de la Défense                                                |           | Kristin Krohn Devold      | H     |
| Ministre du Commerce et de l'Industrie                                |           | Ansgar Gabrielsen         | H     |
| Ministre de l'Administration publique et du Travail                   |           | Victor Norman             | H     |
| Ministre des Finances                                                 |           | Per Kristian Foss         | H     |
| Ministre des Collectivités territoriales et du Développement régional |           | Erna Solberg              | H     |
| Ministre de la Santé                                                  |           | Dagfinn Høybråten         | KrF   |
| Ministre de la Culture et des Affaires ecclésiastiques                |           | Valgerd Svarstad Haugland | KrF   |
| Ministre des Affaires sociales                                        |           | Ingjerd Schou             | H     |
| Ministre des Transports et des Communications                         |           | Torild Skogsholm          | V     |
| Ministre de la Pêche                                                  |           | Svein Ludvigsen           | H     |
| Ministre du Développement international                               |           | Hilde Frafjord Johnson    | KrF   |
| Ministre de l'Environnement                                           |           | Børge Brende              | H     |
| Ministre de l'Agriculture                                             |           | Lars Sponheim             | V     |
| Ministre de la Justice                                                |           | Odd Einar Dørum           | V     |
| Ministre de l'Enfance et des Affaires familiales                      |           | Laila Dåvøy               | KrF   |
| Ministre du Pétrole et de l'Énergie                                   |           | Einar Steensnæs           | KrF   |
| Ministre de l'Éducation et de la Recherche                            |           | Kristin Clemet            | H     |

### Remaniement du 18 juin 2004
| Fonction                                                                              | Titulaire | Titulaire                 | Parti |
| ------------------------------------------------------------------------------------- | --------- | ------------------------- | ----- |
| Premier ministre                                                                      |           | Kjell Magne Bondevik      | KrF   |
| Ministre des Affaires étrangères                                                      |           | Jan Petersen              | H     |
| Ministre de la Défense                                                                |           | Kristin Krohn Devold      | H     |
| Ministre du Commerce et de l'Industrie                                                |           | Børge Brende              | H     |
| Ministre de la Modernisation                                                          |           | Morten Andreas Meyer      | H     |
| Ministre des Finances                                                                 |           | Per Kristian Foss         | H     |
| Ministre des Collectivités territoriales et du Développement régional                 |           | Erna Solberg              | H     |
| Ministre de la Santé et des Services de soins                                         |           | Ansgar Gabrielsen         | H     |
| Ministre de la Culture et des Affaires ecclésiastiques                                |           | Valgerd Svarstad Haugland | KrF   |
| Ministre du Travail et des Affaires sociales                                          |           | Dagfinn Høybråten         | KrF   |
| Ministre des Transports et des Communications                                         |           | Torild Skogsholm          | V     |
| Ministre de la Pêche Ministre de la Pêche et des Affaires côtières (01/10/2004)       |           | Svein Ludvigsen           | H     |
| Ministre du Développement international                                               |           | Hilde Frafjord Johnson    | KrF   |
| Ministre de l'Environnement                                                           |           | Knut Arild Hareide        | KrF   |
| Ministre de l'Agriculture Ministre de l'Agriculture et de l'Alimentation (01/10/2004) |           | Lars Sponheim             | V     |
| Ministre de la Justice                                                                |           | Odd Einar Dørum           | V     |
| Ministre de l'Enfance et des Affaires familiales                                      |           | Laila Dåvøy               | KrF   |
| Ministre du Pétrole et de l'Énergie                                                   |           | Thorhild Widvey           | H     |
| Ministre de l'Éducation et de la Recherche                                            |           | Kristin Clemet            | H     |